# 箐门口岸
22°47′22″N 104°30′26″E / 22.78944°N 104.50722°E
箐门口岸，是越南河江省箐门县的边境口岸。2013年10月11日，箐门口岸正式启动建设；与该口岸相接的是中国云南省马关县的都龙口岸。
2018年3月26日，越南箐门—中国都龙口岸正式通关开放。